# The White Negro
The White Negro: Superficial Reflections on the Hipster, è un saggio di 9 000 parole scritto da Norman Mailer, che collega il "caos psichico" provocato dall'olocausto e dalla bomba atomica alle conseguenze della schiavitù in America nella figura dell'hipster, chiamato anche il "White Negro".
Il saggio è un appello ad abbandonare il liberalismo di Eisenhower e una cultura paralizzante di conformità e psicoanalisi a favore della violenza ribelle, personale e dell'emancipazione della sessualità che Mailer associa alla cultura afroamericana emarginata. The White Negro è stato pubblicato per la prima volta nel numero speciale del 1957 di Dissent, per poi essere pubblicato dalla City Lights.
Quando fu pubblicato, il saggio suscitò varie controversie e pareri contrastanti: ad esempio venne elogiato da Eldridge Cleaver e criticato da James Baldwin. Rimane a tutti gli effetti l'opera più celebre di Norman Mailer, e per la quale viene spesso indicato semplicemente come il "filosofo dell'Hip".